# Палац культури «Дружба народів»
Пала́ц культу́ри «Дру́жба наро́дів» — Палац культури в місті Черкаси, є найголовнішим концертним майданчиком області та значним культурним і мистецьким осередком міста, в якому працюють творчі колективи Черкас. Перебуває у віданні ПрАТ «Азот». У 2012
році ПК було реконструйовано. Відкриття оновленого палацу культури відбулося 8 вересня 2012 року і було приурочено до 50-річчя з дня закладки Черкаського «Азоту».

## Загальні дані
Палац культури «Дружба народів» розташований у величній, спеціально зведеній функціональній споруді в самому середмісті Черкас.
Для здійснення своєї діяльності палац має відповідну матеріальну базу, а саме:
- 2 зали  — лекційна на 330 місць та концертна на 1000 місць;
- сучасний комплекс звукового обладнання;
- сучасний комплекс світлового обладнання;
- гримувальні кімнати;
- кафе-бар для відвідувачів;
- класи та танцювальні зали для репетицій творчих колективів.

Колектив Палацу культури - це команда професіоналів, яку очолює  директор - Заслужений працівник культури України - Галина Вікторівна Бурлака.
Вебсайт -  https://www.druzhba-narodov.com/

## Культурний осередок
Попри відомчий статус «Дружба народів» завжди відігравав роль одного з найбільших культурних осередків міста. Завдяки потужностям — площам і технічному оснащенню він якнайкраще пристосований для проведення культурних та суспільних заходів — концертів, фестивалів, аукціонів різноманітного профілю. Палац культури «Дружба народів» — це також домівка для 7 дитячих творчих колективів, які відвідують близько 500 дітей.
Серед творчих колективів, що працюють у «Дружбі народів», чия діяльність відома не лише в Україні, а й в зарубіжжі:
- Народний хореографічний колектив "Ансамбль  танцю «Дружба»" — створений у 1976 році. Керівник — заслужений працівник культури України Ольга Золотарьова. У складі колективу 200 дітей. У програмі  — танці народів світу, українські народні й сучасні танці, хореографічні композиції, сюжетні танці;
- Ансамбль бального танцю «Лілея» — керівники — заслужені працівники культури України Валентин i Віра Фролови. У складі колективу 54 особи. Колектив — багаторазовий учасник, призер і лауреат вітчизняних і міжнародних танцювальних оглядів і конкурсів;
- Школа сучасної хореографії «Каприз» — створений у 1989 році. Керівник — Лілія Тихомирова. Кількість учасників — 75 осіб. У програмі колективу танці різноманітних стилів. Учасник, призер і лауреат різноманітних конкурсів;
- Ансамбль спортивного танцю "Натхнення" - Керівник - заслужений  працівник  культури України та майстер спорту –  Кулумбекова Ніна Іванівна.
- Народна вокальна студія «Беліссімо» - Керівник Народної вокальної студії «Беліссімо» - Наталья Оттовна Висоцька.

## Історія

Вигляд палацу до Реставрації

Палац культури ПрАТ «Азот» був зведений 1980 року й відразу ж став не лише архітектурною прикрасою середмістя Черкас, а й головним осередком культури й дозвілля міста. І сам комплекс, і майдан перед ним, є традиційним місцем проведенням різноманітних культурних заходів. Фактично «Дружба народів» є головною сценою (концертним майданчиком) міста й області, на якій виступають всі відомі гастролюючі виконавці України та ближнього зарубіжжя — Софія Ротару, Дан Балан, Джамала, Ірина Білик, Тіна Кароль, Б. Гребенщиков, Олег Винник, Гарік Кричевський, Оля Полякова, Олег Газманов,Тамара Гварцителі,  рок та поп гурти  і багато інших. Тут же проходять різноманітні інші заходи, фестивалі, презентації, шоу, тощо (наприклад, саме у палаці відбувалися кастинги до популярних телепроєктів каналу СТБ талант-шоу Танцюють всі! та телепроєкту Україна має талант).
У процесі приватизації товариства «Азот» приватизовано було й декілька об'єктів міської інфраструкури, що перебували у віданні цього державного підприємства. Через економічні проблеми у 2-й половині 2000-х років нові господарі підприємства ухвалили рішення про продаж ПК «Дружба народів», що викликало в місті наприкінці 2007 року значний резонанс — розгорівся справжній скандал. Суть аргументів проти продажу ПК представників його колективу, що влаштували низку протестних акцій, в тому числі й пікетування міськвиконкому, зводилась до того, що фактично заклад перебуває на самоутриманні, виплачуючи «Азоту» щомісячну орендну плату. Мер міста Сергій Одарич заступився за творчі колективи й зробив ряд заяв, пообіцявши не допустити перепрофілювання закладу (паралельно заявив: «в разі чого» надання гурткам інших приміщень), і навіть зробив припущення у непрозорій приватизації свого часу підприємства та підвідомчих йому об'єктів, та висловив волю звернутися до Фонду держмайна, аби повернути палац у державну власність. Конфлікт вдалося залагодити, й наразі (весна 2010 року) ПК працює в звичному режимі.
У 2011 році в Палаці культури «Дружба народів» ПрАТ «Азот» розпочав масштабну реконструкцію. Відкриття реконструйованого палацу культури відбулося 8 вересня 2012 року і було приурочено до 50-річчя з дня закладки Черкаського «Азоту». В ПК було відремонтовано дах і дві танцювальні зали, провели заміну вікон. Орім іншого, було капітально відремонтувано п'ять зал для дитячих колективів, де, зокрема, зроблено спеціальне танцювальне покриття.
У палаці культури зробили капітальний ремонт всіх приміщень загальною площею понад 20 тис. кв. метрів. В оновленому концертному залі, розрахованому на 1000 глядачів, були встановлені нові крісла, відремонтована сцена та встановлена сучасна звукова і світлова апаратура. Також була повністю реконструйована площа перед палацом культури (понад 14 тис. кв. метрів). На місці старого фонтану встановлено світлодинамічний фонтан.
Фінансування проекту здійснило містоутворююче підприємство Черкас — Черкаський «Азот», власником якого є Дмитро Фірташ. Реконструкцію Палацу культури було проведено у рамках програми «Збережи своє місто». Загальна вартість виконаних робіт склала близько 50 млн гривень. Відкриття реконструйованого палацу культури відбулося 8 вересня і було приурочено до 50-річчя з дня закладки Черкаського «Азоту».

### Внутрішній інтер'єр

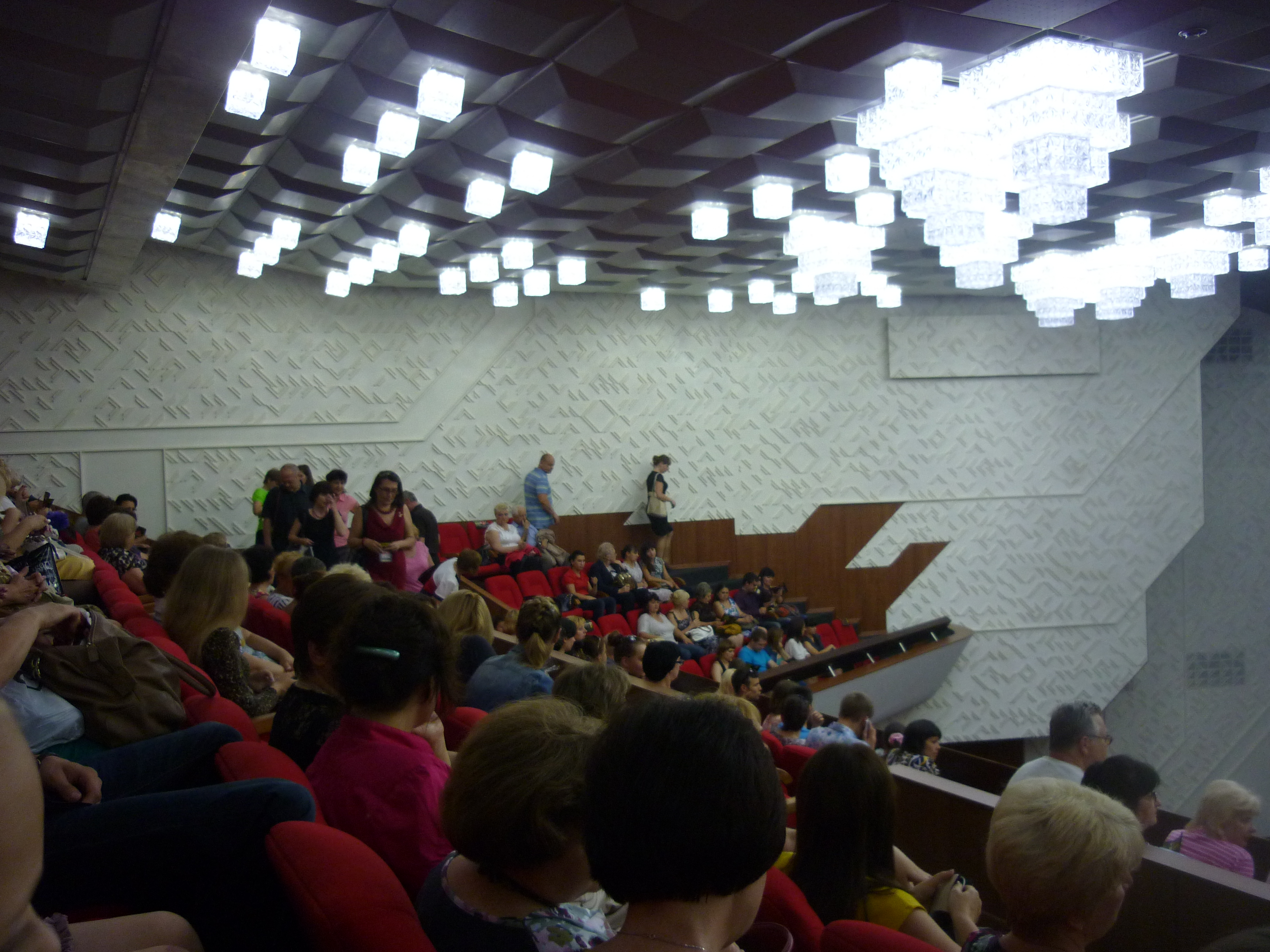
Балкон
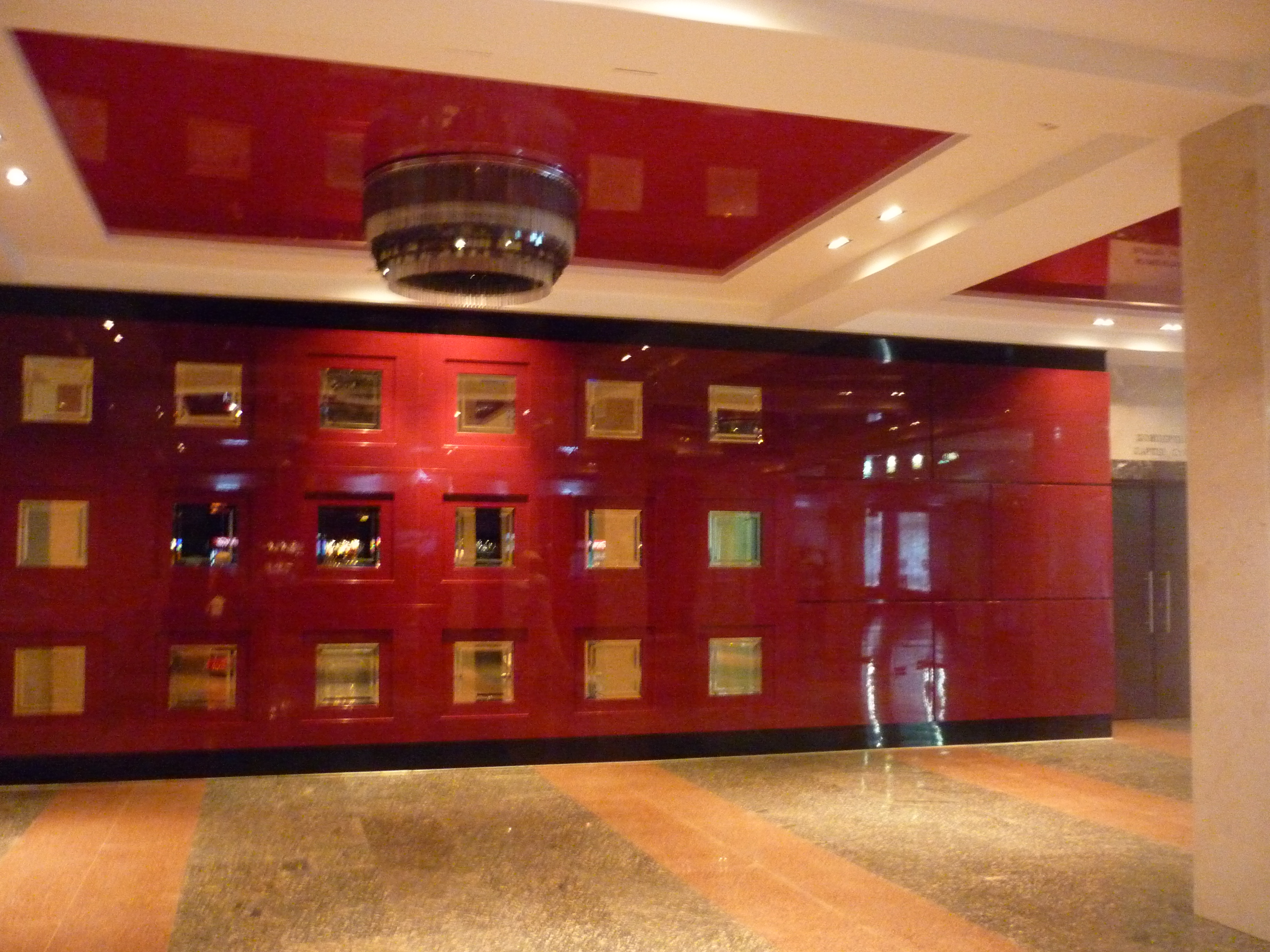
Головний хол
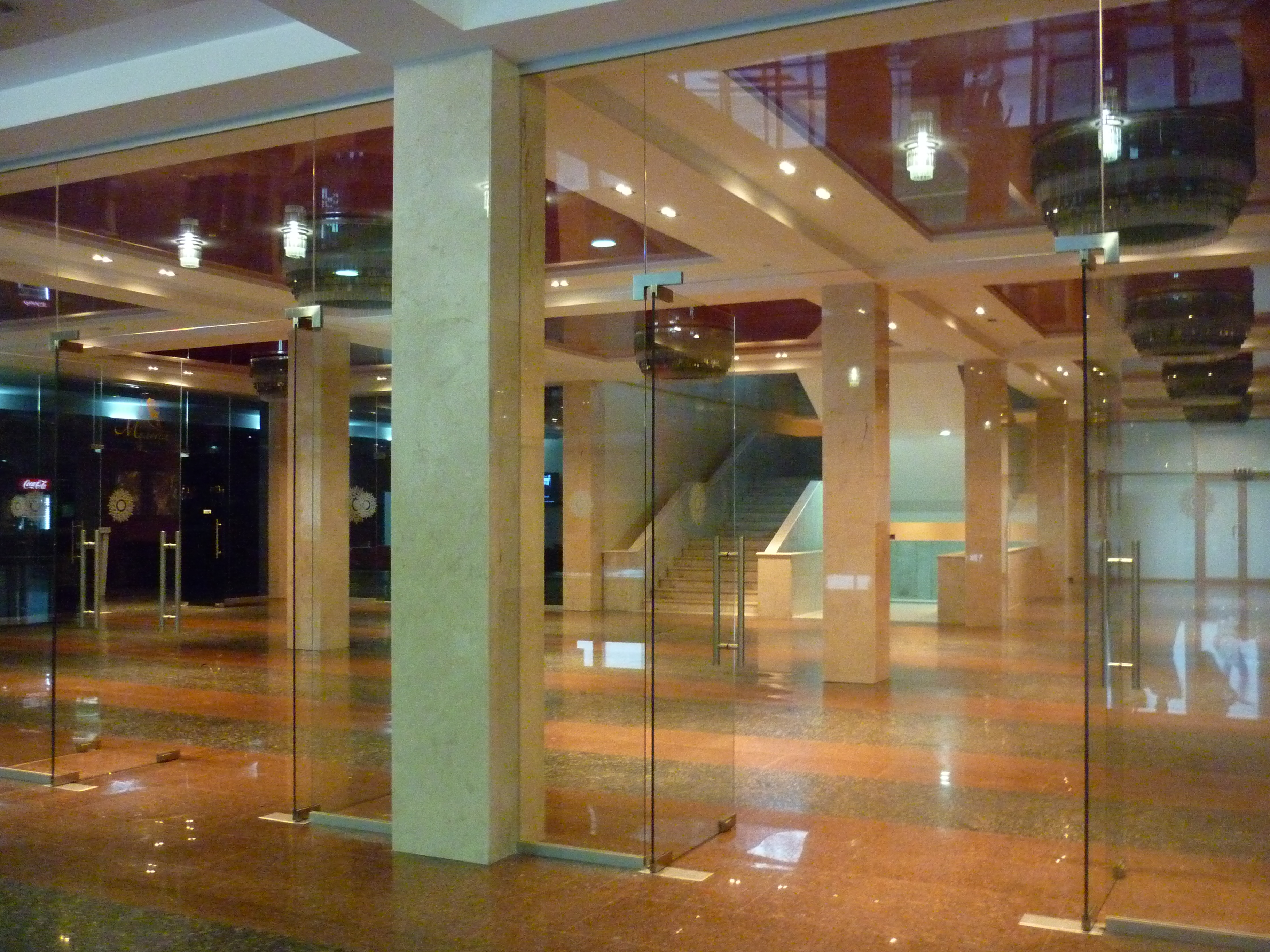
Вхід до головного холу
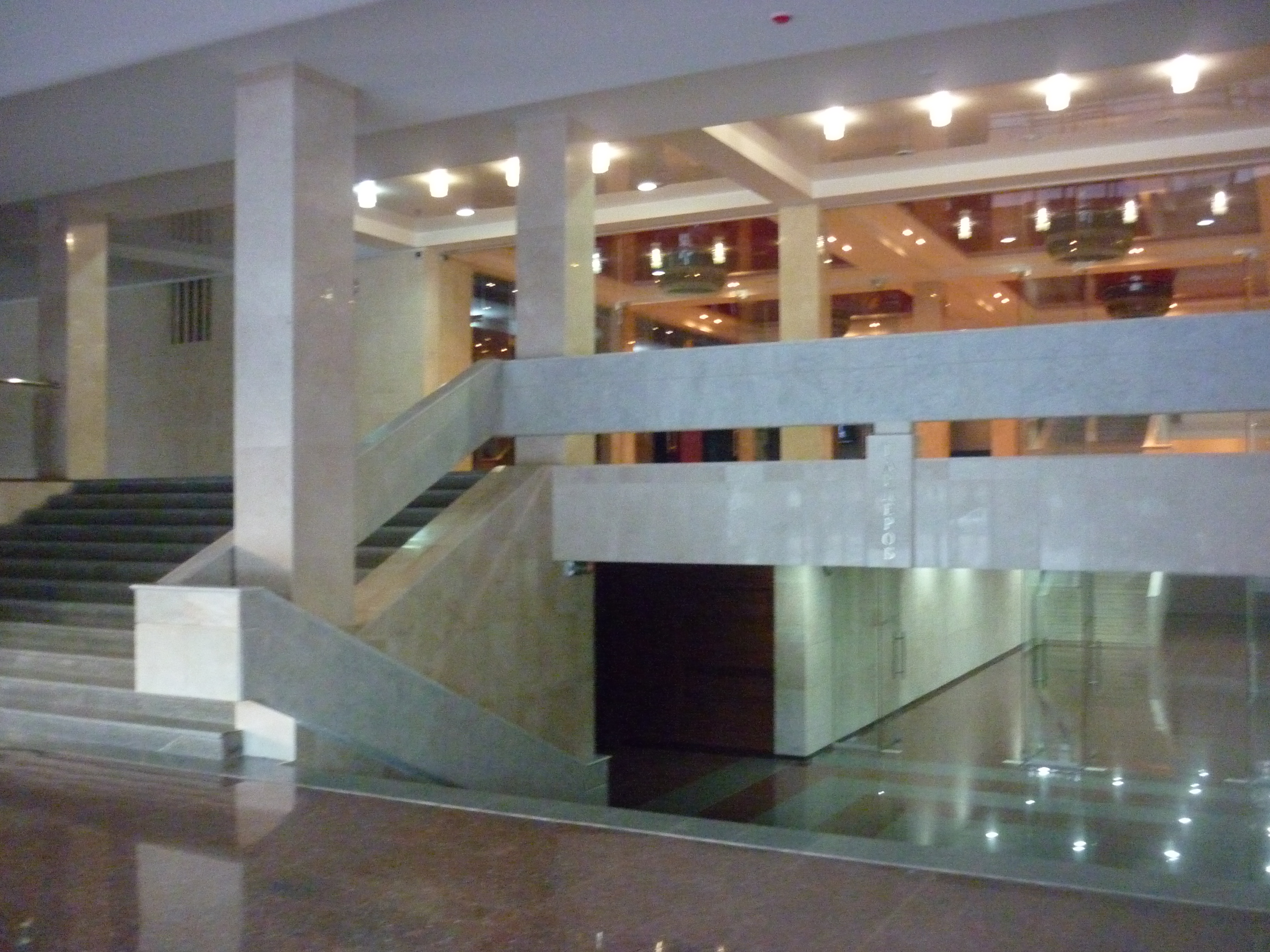
Спуск до гардеробу

## Виноски
1. ↑  Сокоренко В. Г. Черкаси // Українська радянська енциклопедія : у 12 т. / гол. ред. М. П. Бажан ; редкол.: О. К. Антонов та ін. — 2-ге вид. — К. : Головна редакція УРЕ, 1985. — Т. 12 : Фітогормони — Ь. — 568, [4] с., [26] арк. іл. : іл., портр., карти + 1 арк с., стор. 271
2. ↑  Палац культури «Дружба народів» [Архівовано 15 лютого 2010 у Wayback Machine.] на Офіційна вебсторінка ВАТ «Азот» [Архівовано 23 жовтня 2017 у Wayback Machine.]
3. ↑  Світлана ЛАЗОРЕНКО, Неля РАІНА Більше трьохсот танцюристів у Черкасах доводили, що гідні позмагатися за 350 тисяч гривень[недоступне посилання з липня 2019], матеріал за 21 січня 2010 року в газ. Нова Доба (Черкаси)
4. ↑  ПК «Дружба народів» продадуть, бо «Азот» не має на його утримання часу й бажання, інф. за 22 листопада 2007 року на pro-vincia.com.ua («Провінція», інформаціно-аналітичне видання)
5. ↑  Музичним та художнім школам міста не загрожує ліквідація. Міська влада стане також на захист творчих колективів палацу «Дружба народів». [Архівовано 2016-03-09 у Wayback Machine.], інф. за 30 жовтня 2007 року на Офіційний портал міської ради, міського голови, виконавчого комітету [Архівовано 3 березня 2010 у Wayback Machine.]
6. ↑  Черкаський «Азот» почав ремонт ПК «Дружба народів»
7. ↑  Реставрований ПК «Дружба народів»
8. ↑  Проект «Збережи своє місто»
9. ↑  Відкрито відреконструйований Палац культури «Дружба Народів»[недоступне посилання]
10. ↑  У реконструйованому палаці «Дружба народів» відбувся перший концерт